# Centro Militar (Montevideo)
Das Centro Militar ist ein Bauwerk in der uruguayischen Landeshauptstadt Montevideo.
Das infolge eines 1942 zu seiner Errichtung durchgeführten Wettbewerbs erbaute Gebäude befindet sich im Barrio Centro an der Avenida Libertador Brig. Gral. Juan A. Lavalleja 1546, Ecke Paysandú. Als Architekten des Centro Militar zeichneten die beiden Wettbewerbs-Gewinner des Ersten Preises Beltrán Arbeleche und Miguel Canale verantwortlich. Das Gebäude, in dem auch Mietwohnungen vorhanden sind, beherbergt soziale Einrichtungen und solche des Sports.